# 芝加哥社會學派
芝加哥社会學派（Chicago school of sociology （页面存档备份，存于））在1920年代與1930年代興盛，主要由美國芝加哥大學的罗伯特·E·帕克、Ernest Burgess及其他城市社會學家所建立。
由於城市研究的熱門主題包括了犯罪和青少年犯罪，所以芝加哥社會學派也成為美國於20世紀前半葉犯罪社會學的重鎮。

## 研究方法
芝加哥學派採取生態學的觀點研究城市，並認為大部份的貧窮居民都在社會結構和家庭、學校等地方感到挫敗。這造成社會解組，削弱了家庭與學校等社會組織控制行為的力量，創造了犯罪與偏差行為的環境誘因。
该学派的成员将研究重点放在芝加哥这个城市。1910年，芝加哥的人口已超过两百万，其中许多人近期的美国移民。由于蓬勃发展的工厂缺乏监管以及大面积住房短缺，该市居民面临无家可归、恶劣生活和工作环境，低薪水、长工时等问题。芝加哥社会学派进行的生态学研究包括制作芝加哥的位置图，标示特定行为（如酗酒、凶杀、自杀、精神病和贫困）发生的地区。通过对比这些地图标识，社会学家得以确定某些地区特定类型行为的集中情况。结合人口普查数据，社会学家计算出不同地区的行为率并对此进行相关性分析。

## 代表人物與理論
- 喬治·賀伯特·米德：符號互動理論（英語：Symbolic Interaction Theory，又稱：象徵互動理論、形象互動理論）。由於此理論主要在區分兒童發展、兒童社會化的重要階段，因此也成為社會心理學、兒童心理學最早期的重要理論之一。
- 社會解組理論（英语：Social disorganization theory）：譯為「社區組織不善」理論會更為貼切。主旨：不良的生活環境是造就犯罪之主因。社區的次文化（例：讚許犯罪）和人際關係類型，影響力遠大於青少年的個人屬性（年齡、性別、種族）。
- Sutherland (1924)：愛德文·蘇哲蘭1924年在《犯罪學·初版》當中提出「差別接觸理論」（英語：Differential Association Theory）。主要受喬治·賀伯特·米德的符號互動理論之影響，因此差別接觸理論也是犯罪學理論中富有社會心理學色彩的一個。此理論主旨是：人會從與素行不良的他人交往中學到犯罪行為。
- Park, Burgess & McKenzie (1925) 發表他們的都市生態學專書，基於對芝加哥的觀察，指出五種經常在城市發展中出現的「同心圓模式」，當中包括被視為最易爆發危機或分崩離析的「轉變中區域」[2]。
- McKay & Shaw (1942) 延續愛德文·蘇哲蘭的理論，也是聚焦於青少年犯罪（juvenile delinqency）之研究，發現他們都集中到「轉變中區域」。他們因此主張：犯罪的少年並不是人異常，而是他們所處的環境異常；犯罪只是正常人被置於異常環境中時的正常反應[3]。

## 註腳
1. ↑  Anderson, Nels. . Chicago: The University of Chicago Press. 1923.
2. ↑  Park, Robert Ezra; Burgess, Ernest W.; McKenzie, Roderick D. . Chicago: University of Chicago Press. 1925.
3. ↑  Shaw, Clifford R.; McKay, Henry D.  1st Ed. Chicago: University of Chicago Press. 1942. / 2nd Ed. 1969, ISBN 978-0226751276